# 진득찰속
진득찰속은 국화과의 한 속이다.
하위 종으로 진득찰(Sigesbeckia glabrescens), 털진득찰(Sigesbeckia pubescens), 제주진득찰(Sigesbeckia orientalis) 등이 있다.